# Deutsche Feldhandball-Meisterschaft 1922/23
Die Deutsche Feldhandball-Meisterschaft 1922/23 war die dritte deutsche Feldhandball-Meisterschaft der Männer. Erneut gab es mit den Meisterschaften der Deutschen Sportbehörde für Leichtathletik (DSB), der Deutschen Turnerschaft (DT) und des Arbeiter-Turn- und Sportbundes (ATSB) verschiedene Sportverbände, die einen Deutschen Feldhandballmeister ermittelten.
Die Meisterschaft der DSB sicherte sich der Titelverteidiger Polizei SV Berlin nach einem knappen 2:1-Erfolg in der zweiten Verlängerung gegen die SpVgg Fürth. Bei der Feldhandballmeisterschaft der Deutschen Turnerschaft war TuRU Düsseldorf erstmals erfolgreich. Die Meisterschaft des ATSB sicherte sich mit dem STV Wien-Favoriten erstmals ein österreichischer Vertreter. Ein gesamtdeutsches Endspiel zwischen den Siegern der einzelnen Verbände gab es noch nicht.

## Meisterschaft der DSB

### Modus DSB
Erneut wurden die Teilnehmer in den von den Regionalverbänden ausgespielten Regionalmeisterschaften ermittelt. Neben dem Verband Brandenburgischer Athletik-Vereine (VBAV) und dem Süddeutschen Verband für Leichtathletik (SVL), die bereits im letzten Jahr eine Regionalmeisterschaft im Feldhandball ausspielten, kamen zu dieser Spielzeit der Norddeutsche Sportverband (NSV) und der Verband Mitteldeutscher Ballspiel-Vereine (VMBV) hinzu. In der kommenden Spielzeit wurden die Regionalmeisterschaften durch die drei restlichen Verbände Baltischer Rasen- und Wintersport-Verband (BRWV), Westdeutscher Spiel-Verband (WSV) und Südostdeutscher Leichtathletik-Verband (SOLV) dann komplettiert. Die regionalen Meister waren für die Endrunde um die Deutsche Feldhandballmeisterschaft qualifiziert, welche im K.-o.-System ausgetragen wurden.
Folgende Vereine qualifizierten sich für die diesjährige Feldhandballmeisterschaft des DSL:
| Verein                | Qualifiziert als                 |
| --------------------- | -------------------------------- |
| SV St. Georg von 1895 | Norddeutscher Meister (NSV)      |
| Polizei SV Berlin     | Brandenburgischer Meister (VBAV) |
| Dresdensia Dresden    | Mitteldeutscher Meister (VMBV)   |
| SpVgg Fürth           | Süddeutscher Meister (SVL)       |

### DSB-Vorrunde
| Datum           |                    | Ergebnis | !Ort                             |
| --------------- | ------------------ | -------- | -------------------------------- |
| 26. August 1923 | Polizei SV Berlin  | 09:00    | SV St. Georg von 1895 \|\|Berlin |
| August 1923     | Dresdensia Dresden | 01:40    | SpVgg Fürth \|\|Dresden          |

### DSB-Finale
| Datum              |                   | Ergebnis   | !Ort                   |
| ------------------ | ----------------- | ---------- | ---------------------- |
| 16. September 1923 | Polizei SV Berlin | 2:1 n.V.V. | SpVgg Fürth \|\|Berlin |

## Meisterschaft der Deutschen Turnerschaft
Die Austragung der Endrunde fand während des 13. Deutschen Turnfestes in München statt.

### Modus DT
Die Qualifikation zu Deutschen Feldhandballmeisterschaft der Deutschen Turnerschaft erfolgte über regionale Kreisgruppen. Folgende Vereine qualifizierten sich für die diesjährige Feldhandballmeisterschaft der DT:
| Verein                     | Qualifiziert als         |
| -------------------------- | ------------------------ |
| Stettiner Turnklub 05      | Sieger Kreisgruppe Ost   |
| TVdB Bremen                | Sieger Kreisgruppe Nord  |
| TuRU Düsseldorf            | Sieger Kreisgruppe West  |
| TSV Spandau 1860           | Sieger Kreisgruppe Mitte |
| Turngesellschaft Stuttgart | Sieger Kreisgruppe Süd   |

### DT-Vorrunde
| Datum         |                  | Ergebnis | !Ort                    |
| ------------- | ---------------- | -------- | ----------------------- |
| 14. Juli 1923 | TSV Spandau 1860 | 07:00    | TVdB Bremen \|\|München |

### DT-Halbfinale
| Datum         |                            | Ergebnis | !Ort                              |
| ------------- | -------------------------- | -------- | --------------------------------- |
| 15. Juli 1923 | Turngesellschaft Stuttgart | 01:00    | TSV Spandau 1860 \|\|München      |
| 15. Juli 1923 | TuRU Düsseldorf            | 05:10    | Stettiner Turnklub 05 \|\|München |

### DT-Finale
| Datum           |                 | Ergebnis   | !Ort                                   |
| --------------- | --------------- | ---------- | -------------------------------------- |
| 16. Juni 1923   | TuRU Düsseldorf | 2:2 n.V.V. | Turngesellschaft Stuttgart \|\|München |
| 7. Oktober 1923 | TuRU Düsseldorf | 3:1        | Turngesellschaft Stuttgart \|\|Köln    |

## Meisterschaft des ATSB
Der Feldhandballmeister des ATSB wurde in diesem Jahr während der Bundesmeisterschaft des ATSB in Berlin ausgetragen. Aktuell ist nur das Finalspiel überliefert:
| Datum          |                    | Ergebnis | !Ort                                       |
| -------------- | ------------------ | -------- | ------------------------------------------ |
| 5. August 1923 | STV Wien-Favoriten | 06:20    | ATV Fichte Gesundbrunnen Berlin \|\|Berlin |